# Mantua
Mantua (en italiano Mantova) es una ciudad italiana ubicada en la región de Lombardía, capital de la provincia homónima. Está rodeada en tres de sus lados por el río Mincio. Centro agrícola y turístico, posee fábricas que producen maquinaria agrícola, fertilizantes, muebles, calzado y juguetes. Es el escenario de la ópera Rigoletto. Mantua fue nombrada Capital de la Cultura Italiana en 2016.

## Historia
Mantua fue fundada, según el mito, por Ocnos, hijo de Manto (hija de Tiresias), quien llamó así a la ciudad en honor a su madre. En realidad, Mantua fue fundada por los etruscos, y luego conquistada por los romanos. El nombre deriva del dios etrusco Mantus, de arides Hades. Después de ser conquistada por los cenómanos, una tribu gala, la ciudad fue de nuevo conquistada por los romanos entre la primera y la segunda guerras púnicas. El territorio lo poblaron soldados veteranos de Octavio Augusto, siendo su ciudadano más famoso el poeta Virgilio.
Tras la caída del Imperio romano, fue invadida por los bizantinos, los longobardos y los francos. En el siglo XI se convirtió en posesión de Bonifacio de Canossa, marqués de Toscana. La última gobernante de la familia fue la condesa Matilde de Canosa, fallecida en 1115 quien según la leyenda, ordenó la construcción de la preciosa Rotonda di San Lorenzo (1082).
Tras la muerte de Matilde de Canosa, Mantua se convirtió en una comuna libre, y se defendió denodadamente del Sacro Imperio Romano en los siglos XII y XIII. En 1198 Alberto Pitentino optimizó el curso del Mincio, creando lo que los mantuanos llamaron los cuatro lagos para reforzar la protección natural de la ciudad. Entre 1215 y 1216 la ciudad quedó bajo la podesteria del güelfo Rambertino Buvalelli.

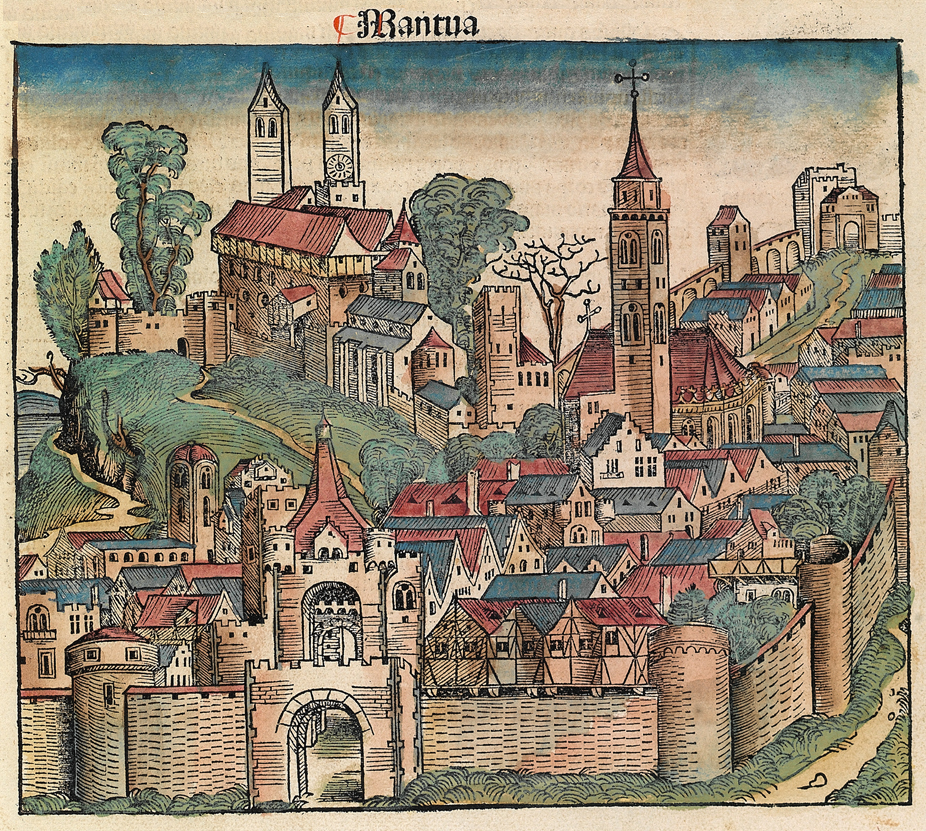
Mantua en las Crónicas de Núremberg (finales del)

Durante la lucha entre los güelfos y los gibelinos Pinamonte Bonacolsi se aprovechó de la caótica situación para tomar el poder en 1273. Su familia gobernó Mantua durante el siglo siguiente, haciéndola más próspera y artísticamente bella. El 16 de agosto de 1328, el último Bonacolsi, Rinaldo, fue derrotado en una revuelta apoyada por los Gonzaga, una familia de oficiales. La ciudad prosperó bajo el gobierno de la familia Gonzaga (1328-1708). Los Gonzaga construyeron nuevas murallas con cinco puertas y renovaron la arquitectura de la ciudad en el siglo XIV, pero la situación política de la ciudad no se asentó hasta el tercer Gonzaga, Luis II Gonzaga, quien eliminó a sus parientes, copando todo el poder. En 1459 el papa Pío II celebró una dieta en Mantua para proclamar una cruzada contra los turcos. Con Francisco II trabajó en Mantua el famoso pintor renacentista Andrea Mantegna como pintor de corte, y produjo algunas de sus obras más destacadas. El primer duque de Mantua fue Federico II Gonzaga, quien adquirió el título del emperador Carlos V en el año 1530.
El compositor Claudio Monteverdi trabajó para los Gonzaga en el Ducado de Mantua desde 1590 hasta 1613. En 1627, la línea directa de la familia Gonzaga se agotó con el vicioso y débil Vicente II y la ciudad poco a poco declinó bajo nuevos gobernantes, los Gonzaga-Nevers, una rama francesa menor de la familia. Estalló la Guerra de Sucesión de Mantua y en 1630 un ejército imperial de 36 000 lansquenetes mercenarios asediaron y saquearon Mantua el 18 de julio, trayendo con ellos la peste. Mantua nunca se recuperó de este desastre.

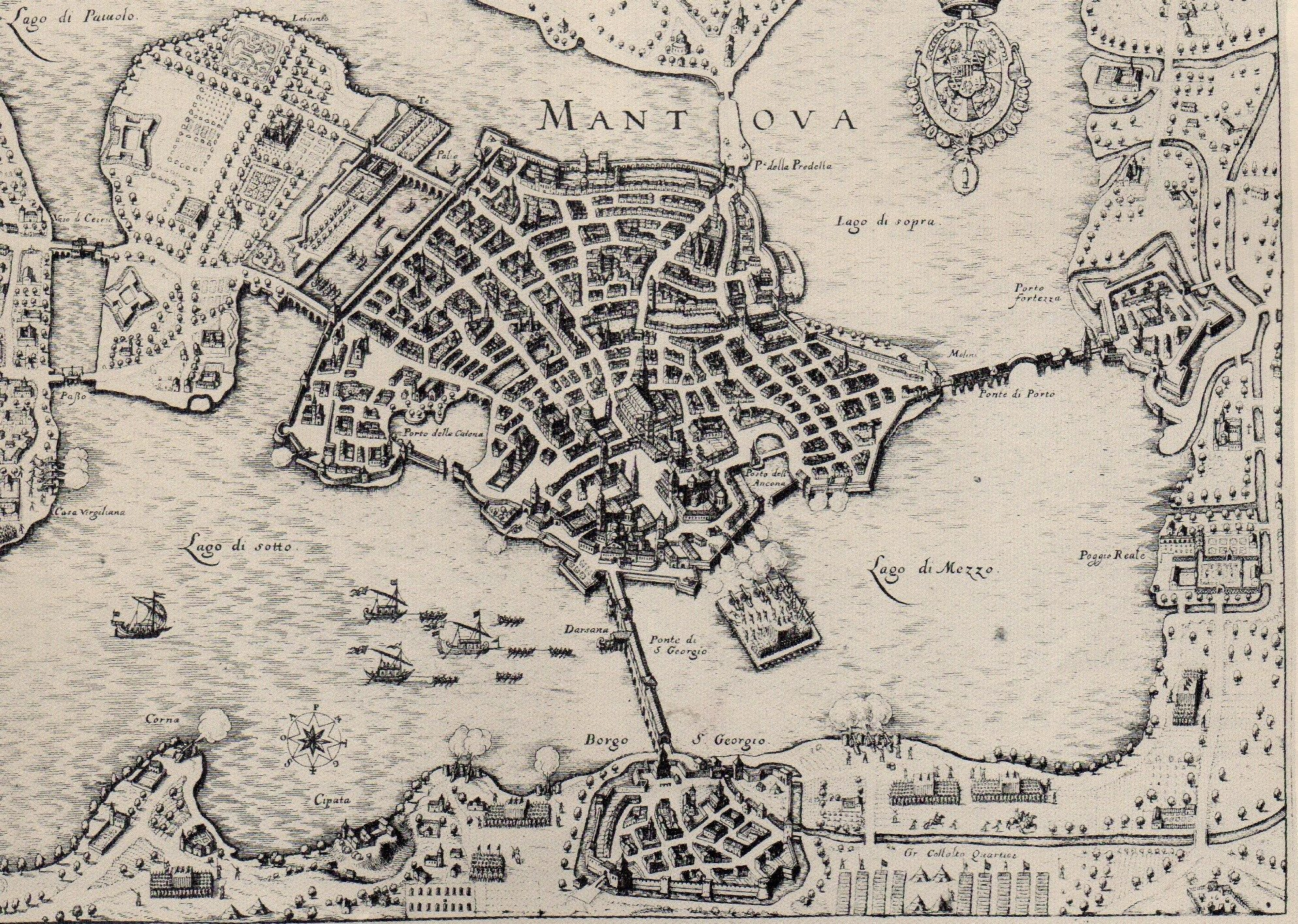
Mapa de Mantua de 1630

Fernando Carlos IV, un inepto gobernante cuya única pretensión era celebrar fiestas y representaciones teatrales, se alió con Francia en la guerra de sucesión española. Después de la derrota del segundo, se refugió en Venecia, llevando consigo un millar de cuadros. A su muerte en 1708, fue declarado depuesto y su familia perdió Mantua para siempre en favor de los Habsburgo de Austria.
Mantua fue gobernada por Austria desde 1708 hasta 1866, excepto de 1797 al 27 de abril de 1814, cuando quedó bajo la influencia francesa en la época napoleónica. Bajo el gobierno austriaco, Mantua disfrutó de un renacimiento y durante este período, se crearon la Real Academia de Ciencias, Letras y Artes, el teatro Científico y numerosos palacios. El 4 de junio de 1796, durante las guerras napoleónicas, Mantua fue asediada por Napoleón como movimiento contra Austria, quien se unió a la Primera Coalición. Los intentos austriacos y rusos de romper el bloqueo fallaron pero consiguieron que los franceses abandonaran el asedio y se marcharan a luchar en otros campos de batalla el 31 de julio. Regresaron el 24 de agosto. A principios de febrero la ciudad se rindió y la región quedó bajo administración francesa. Dos años después, en 1799, la ciudad (Sitio de Mantua (1799)) fue reconquistada por los austriacos. Luego la ciudad volvió de nuevo a control de Napoleón. En el año 1810 dispararon contra Andreas Hofer junto a la Porta Giulia, una puerta de la ciudad en Borgo di Porto (Cittadella); había liderado la insurrección del Tirol contra Napoleón.
Tras el breve gobierno francés, Mantua volvió a manos austriacas en 1814, convirtiéndose en una de las ciudades fortaleza Quadrilatero en el norte de Italia. En 1866, Mantua fue incorporada a la Italia unificada por el rey de Cerdeña.

## Monumentos y lugares de interés

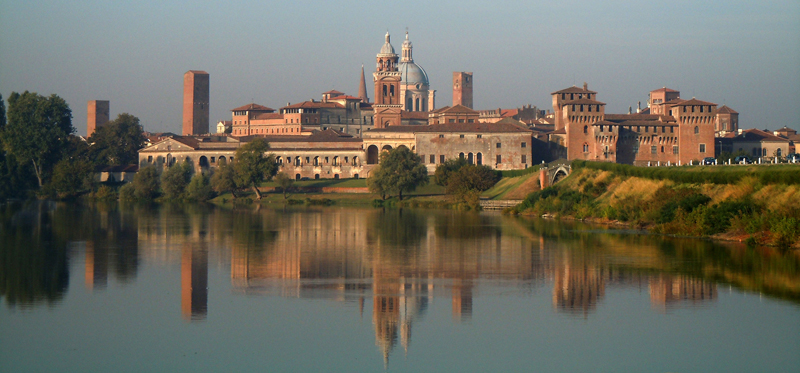
Paisaje urbano

Entre sus monumentos cabe señalar el Palazzo Ducale con frescos de Andrea Mantegna, cuya tumba está en Sant'Andrea, basílica que se comenzó a construir en el siglo XV, junto con la iglesia de San Sebastiano, ambas según diseños de Alberti. La Magna Domus, el Palazzo del Capitano, el Palazzo Vescovile, el Palazzo degli Uberti, el castillo de San Jorge, el Palazzo Castiglioni (o Palazzo Bonacolsi), la torre de la Gabbia, y el Palazzo del Podestà, todos ellos ejemplos del patrimonio en construcciones patricias y arquitectura italiana.

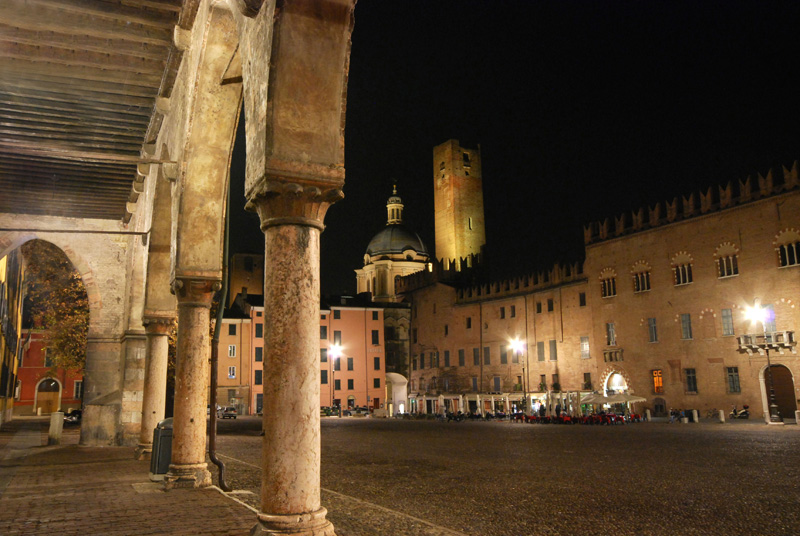
Plaza Sordello de noche

También hay que destacar la catedral de San Pedro Apóstol construida por Giulio Romano (1545) y el Palazzo Tè (1525-1535), símbolo de la ciudad proyectado y decorado también por Giulio Romano (que vivió en Mantova en sus últimos años), hecha como villa residencial de Federico II Gonzaga, en un estilo renacentista avanzado y con ciertos toques de post-manerismo rafaeliano. Alberga el museo cívico.
En el año 2008 fue inscrita como lugar Patrimonio de la Humanidad por la Unesco, junto con Sabbioneta, por representar ambos aspectos diferentes del planeamiento urbanístico del Renacimiento. En concreto, Mantua muestra la renovación y la existensión de una ciudad preexistente, con un esquema irregular con partes regulares que muestran las diferentes etapas de su crecimiento, desde la época de los romanos, hasta el renacimiento, pasando por la Edad Media. Mantua, lo mismo que Sabbioneta, ofrece un testimonio excepcional de los logros artísticos, arquitectónicos y urbanos del Renacimiento, unidos a través de las visiones y acciones de la familia Gonzaga.

### Arquitectura religiosa

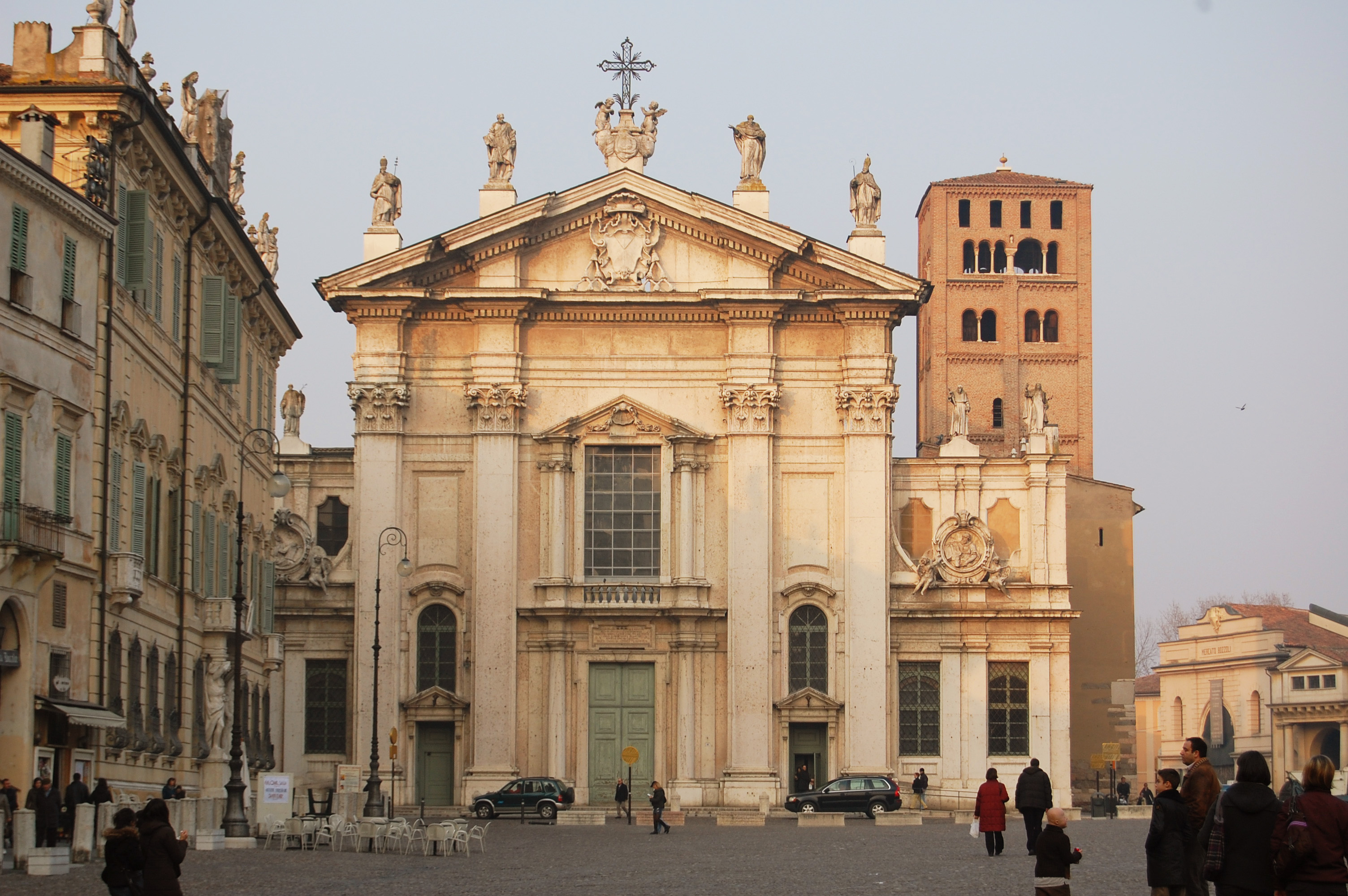
Duomo

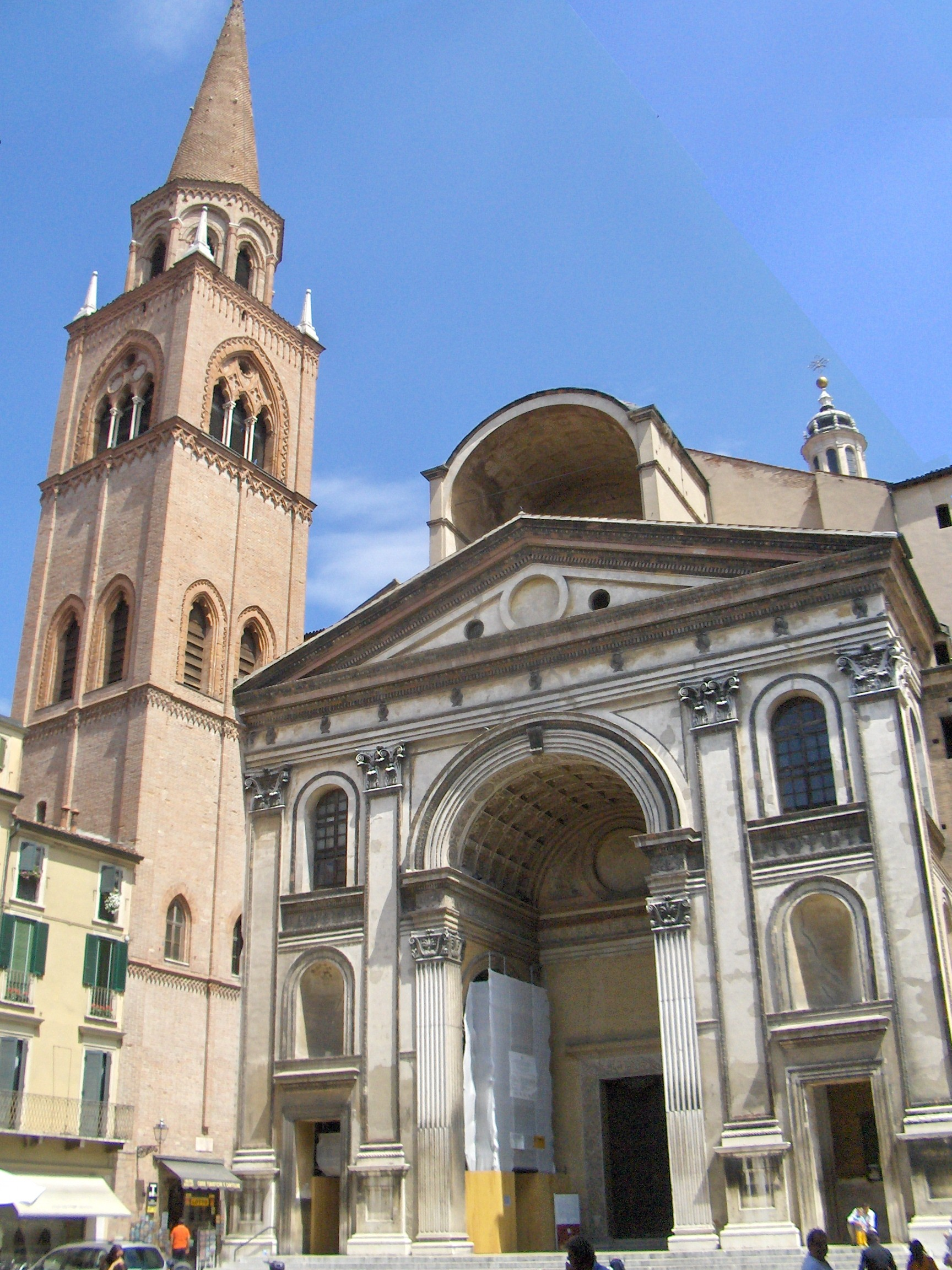
Basilica di Sant'Andrea

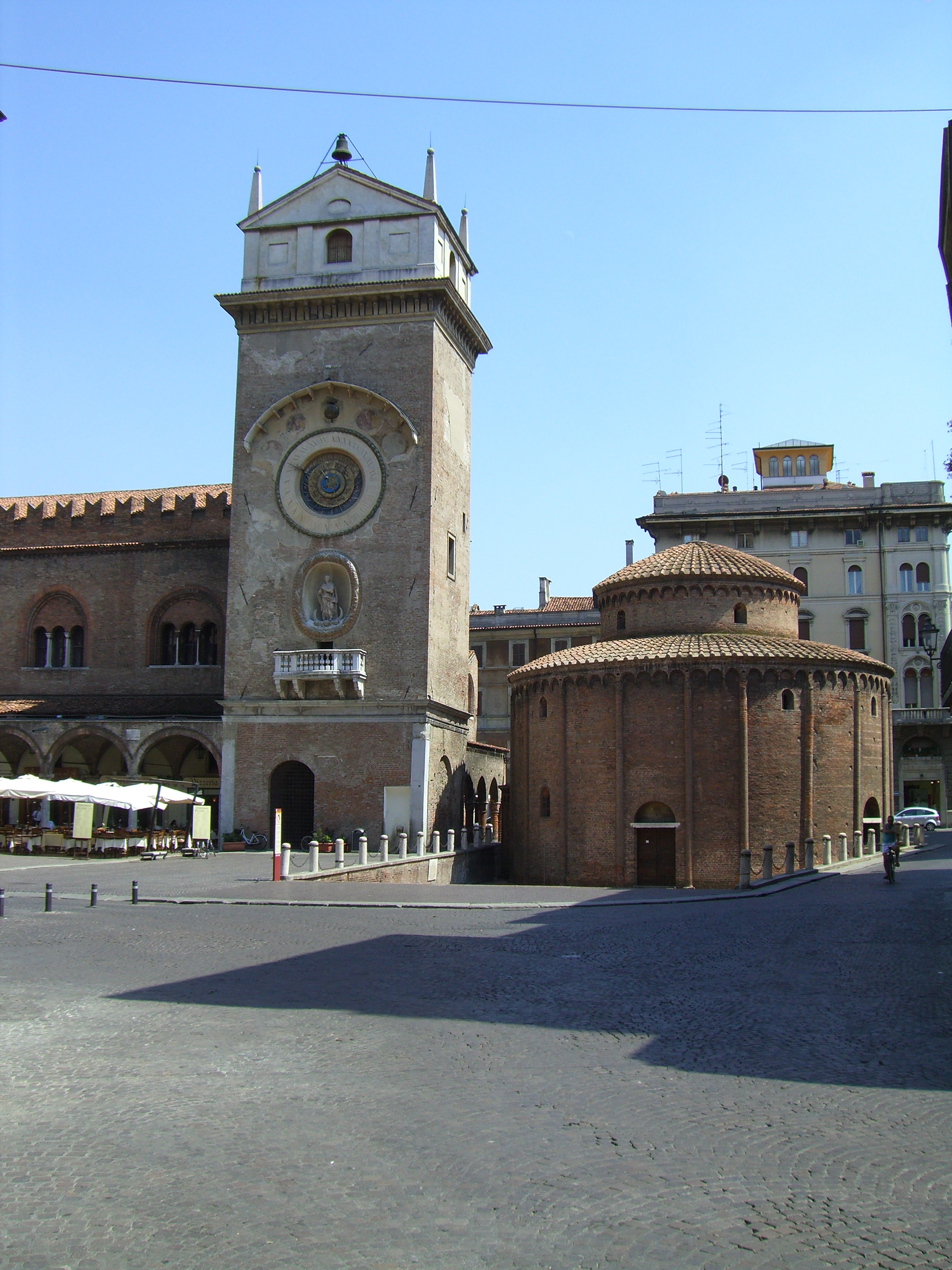
Rotonda de San Lorenzo y Torre del Reloj en la plaza delle Erbe

Catedral de San Pedro (Duomo)dedicada a san Pedro, la actual duomo en estilo románico con adiciones góticas, fue construida entre 1395 y 1401 después de que un incendio, siglos antes, destruyera un templo paleocristiano anterior. Fue renovado en 1545 por 1545 da Giulio Romano, quien dejó intacta la fachada pero modificó la forma, inspirándose en las primeras basílicas paleocristianas. La fachada actual, de mármol de Carrara, data de 1761. El lateral presenta inserciones góticas como rosetones, cúspides y pináculos, restos de la antigua fachada. En el interior se puede admirar el artesonado que domina las tres naves: la principal está decorada con estatuas de sibilas y profetas que datan del siglo XVI. Bajo el altar mayor se conserva el cuerpo incorrupto de Sant'Anselmo da Baggio patrón de la ciudad. La Catedral, ubicada en la monumental plaza Sordello, es el obispado de Mantua.
Basílica de San Andrésdiseñada por Leon Battista Alberti, fue edificada a partir de 1472 y se completó 328 años después con la construcción de la cúpula basada en diseños de Filippo Juvarra. En la cripta se custodia en el interior de los Sacri Vasi la reliquia del Preciosísima Sangre de Cristo llevada a Mantua por el centurión romano Longino. En una de las capillas se  conserva el monumento fúnebre de Andrea Mantegna, presidido por la efigie de bronce del pintor de la corte de los Gonzaga.
Basílica palatina de Santa Bárbaraiglesia de la corte de los Gonzaga querida por el duque Guglielmo quien encargó el proyecto al arquitecto mantuano, Giovan Battista Bertani. Parte integrante del Palacio Ducal, la construcción de la iglesia se completó en 1572.
Rotonda de San Lorenzoes la iglesia más antigua de la ciudad, construida en el siglo XI durante la dominación de los Canossa. De planta central redonda, la Rotonda di San Lorenzo se encuentra en un nivel más bajo que la plaza delle Erbe y conserva en su interior un matroneo y vestigios de frescos de la escuela bizantina que datan de los siglos XI-XII. A lo largo de los siglos sufrió transformaciones radicales; desacralizado, se convirtió en almacén tanto que a principios del siglo XX estaba englobada en edificios sucesivos después de su construcción. Expropiada en 1908, la rotonda de San Lorenzo fue restaurada y reabierta en

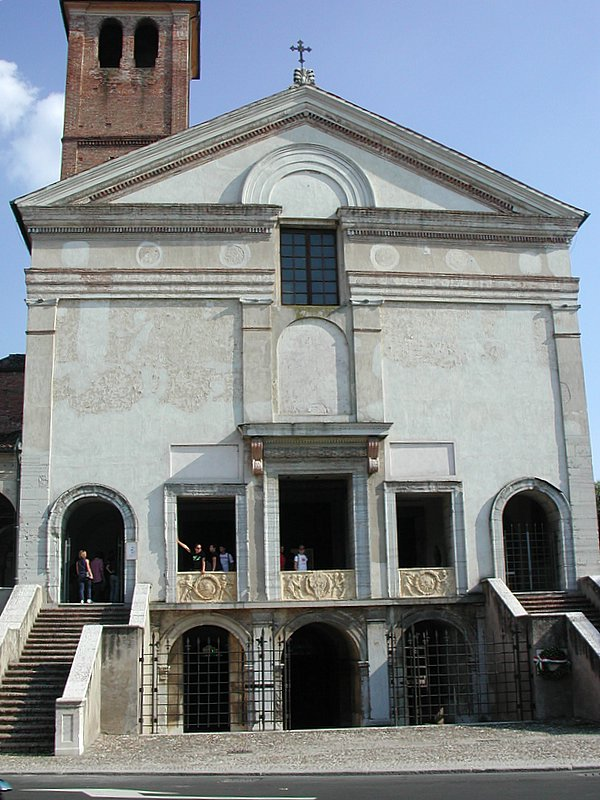
Templo de San Sebastián

Iglesia de San Sebastiániniciada el 1460 por Luca Fancelli según proyecto de Leon Battista Alberti, fue completada en el 1529. Desconsagrado en el siglo XVIII, se utilizó para diversos fines hasta 1925 cuando, tras una cuestionable restauración que añadió las dos escaleras de entrada, se transformó en el famedio de los caídos mantuanos de todas las guerras.
Sinagoga Norsa Torrazzofue trasladada y reconstruida fielmente en su ubicación actual, cuando se decidió la demolición de la judería, entre 1899 y 1902.
Seminario episcopalel edificio, ubicado junto al Duomo en Via Fratelli Cairoli, fue renovado en 1825 en un estilo neoclásico como se puede ver en particular en la fachada y en el patio interno.

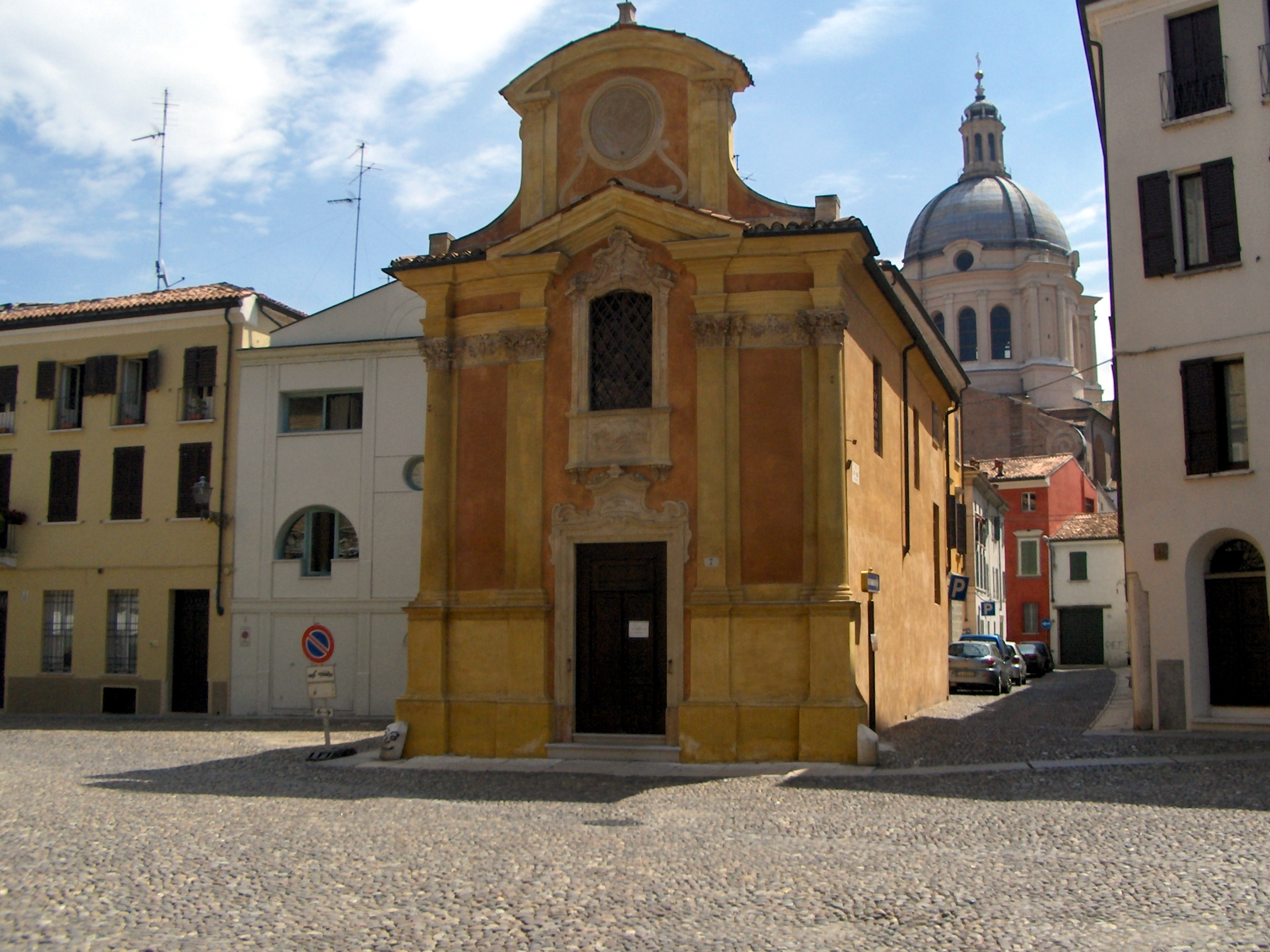
Chiesa della Madonna del Terremoto

- Iglesia de Sant'Apollonia – via Benzoni 20
- Iglesia de San Barnaba – piazza Bazzani
- Iglesia de San Cristoforo – via Acerbi
- Iglesia de Sant'Egidio – via Frattini
- Iglesia de San Francesco – piazza san Francesco d'Assisi 5
- Chiesa dei Santi Gervasio e Protasio – via Trento 1
- Iglesia de San Leonardo – piazza San Leonardo
- Chiesa della Madonna del Terremoto – piazza Canossa
- Iglesia de Santa Maria della Carità – via Corridoni 33
- Iglesia de Santa Maria del Carmine – vicolo Carmine
- Iglesia de Santa Maria del Gradaro – via Gradaro
- Iglesia de Santa Maria della Vittoria – via Fernelli
- Iglesia de San Martino – via Pomponazzo
- Iglesia de San Maurizio – via Chiassi
- Iglesia de Ognissanti – corso Vittorio Emanuele
- Iglesia de Sant'Orsola – corso Vittorio Emanuele 53
- Iglesia de Santa Paola – piazza dei Mille
- Chiesa dei Santi Simone e Giuda – via Fernelli
- Iglesia de Santo Spirito – via Vittorino da Feltre
- Iglesia de Santa Teresa – via Mazzini
- Iglesia de Santa Caterina – corso Garibaldi
- Iglesia de San San Giuseppe Artigiano – via Indipendenza
- Iglesia de Santa Maria degli Angeli – via della Certosa (Borgo Angeli)
- Iglesia de San Filippo Neri – via Pasquale Miglioretti (Borgochiesanuova)

#### Edificios religiosos desaparecidos
- Iglesia delle Quarant'ore
- Iglesia de San Domenico
- Iglesia de Sant'Agnese
- Iglesia de Santa Maria di Capo di Bove
- Oratorio de Santa Maria del Melone

### Arquitectura civil

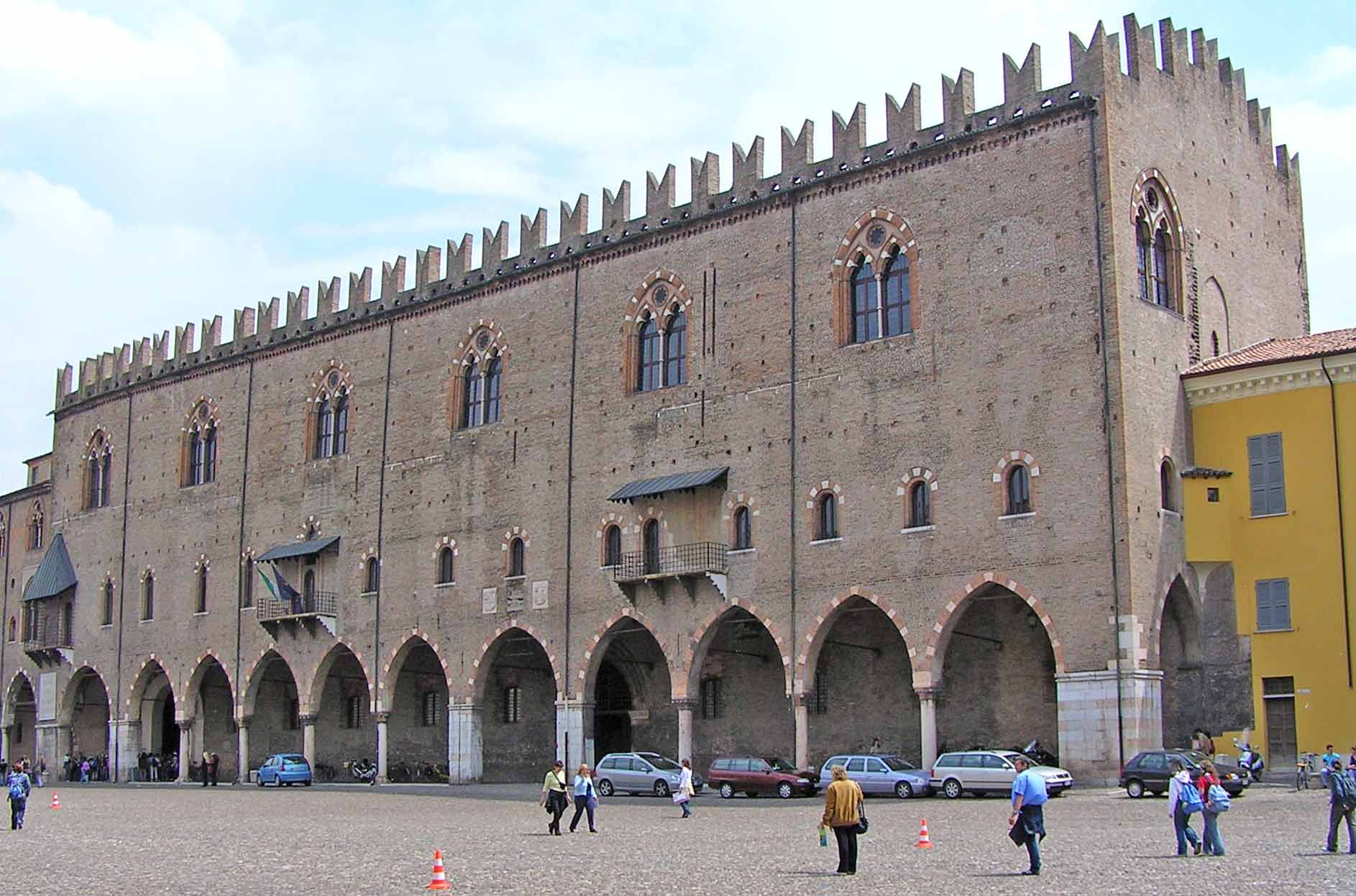
Palacio del Capitano, primer núcleo de la época bonacolsiana del Palacio Ducal

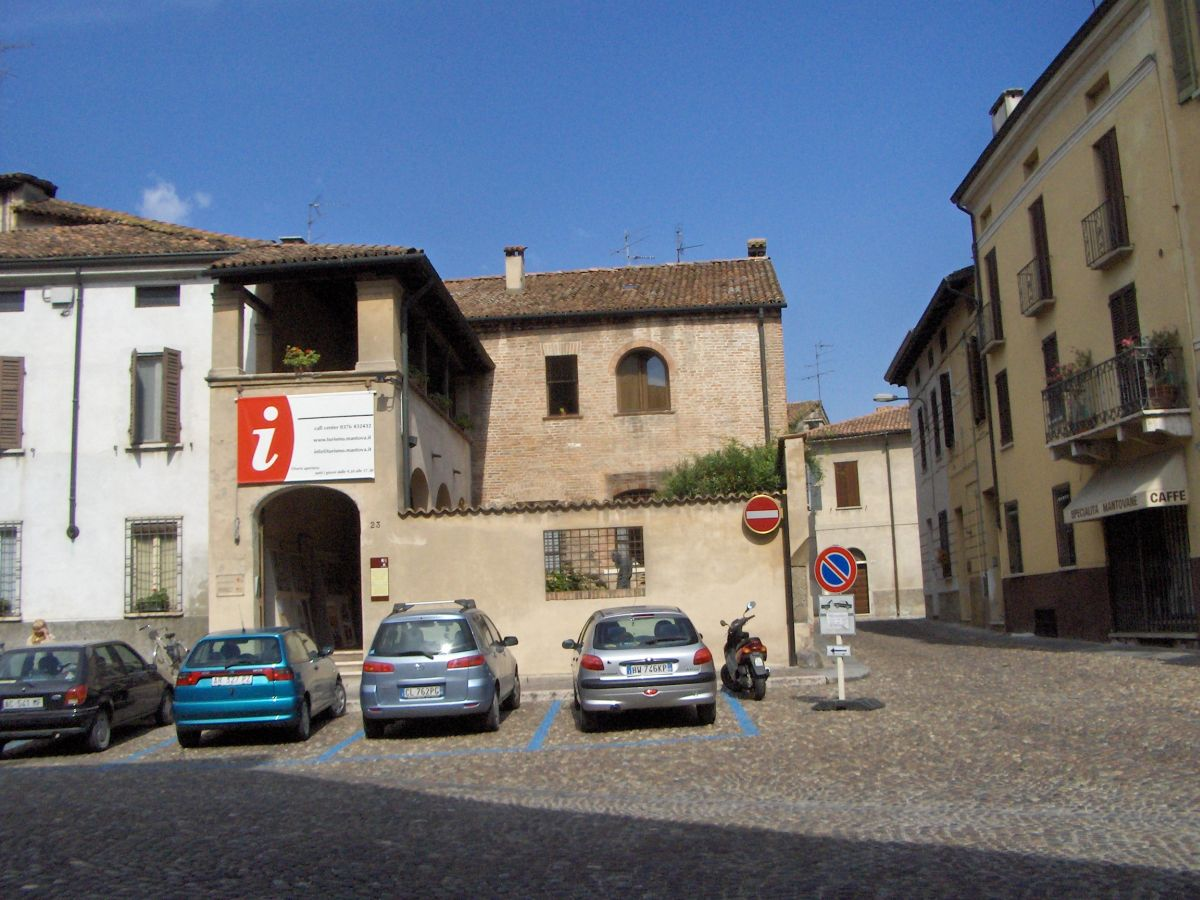
Casa di Rigoletto

Palacio DucalQuizás sea más correcto hablar de "città-palazzo", ya que el conjunto arquitectónico está formado por numerosos edificios conectados por pasillos y galerías, y enriquecidos por patios internos, algunos colgantes y amplios jardines. La reggia de los Gonzaga, por extensión de los tejados, es la segunda de Europa solo superada por el Vaticano.  No parece impropio definir el palacio de los Gonzaga como los Palazzi Ducali, dada la costumbre de casi todos los duques de construir su propia residencia que se suma a lo construido anteriormente. Incluso antes de la llegada al poder de los Gonzaga, se habían construido los primeros núcleos del palacio, pero la historia del conjunto se identifica sobre todo con la de la familia que gobernó la ciudad hasta 1707. Entre otras, celebérrima es la llamada Camera degli Sposi (Camera picta) en el  castillo de San Giorgio, parte de la "città-palazzo", pintada al fresco por Andrea Mantegna y dedicada a Ludovico III Gonzaga y a su esposa  Bárbara de Brandeburgo. Una vez que Mantua se convirtió en austriaca, las renovaciones continuaron hasta la segunda mitad  del siglo XVIII  gracias a los gobernadores enviados por el emperador.

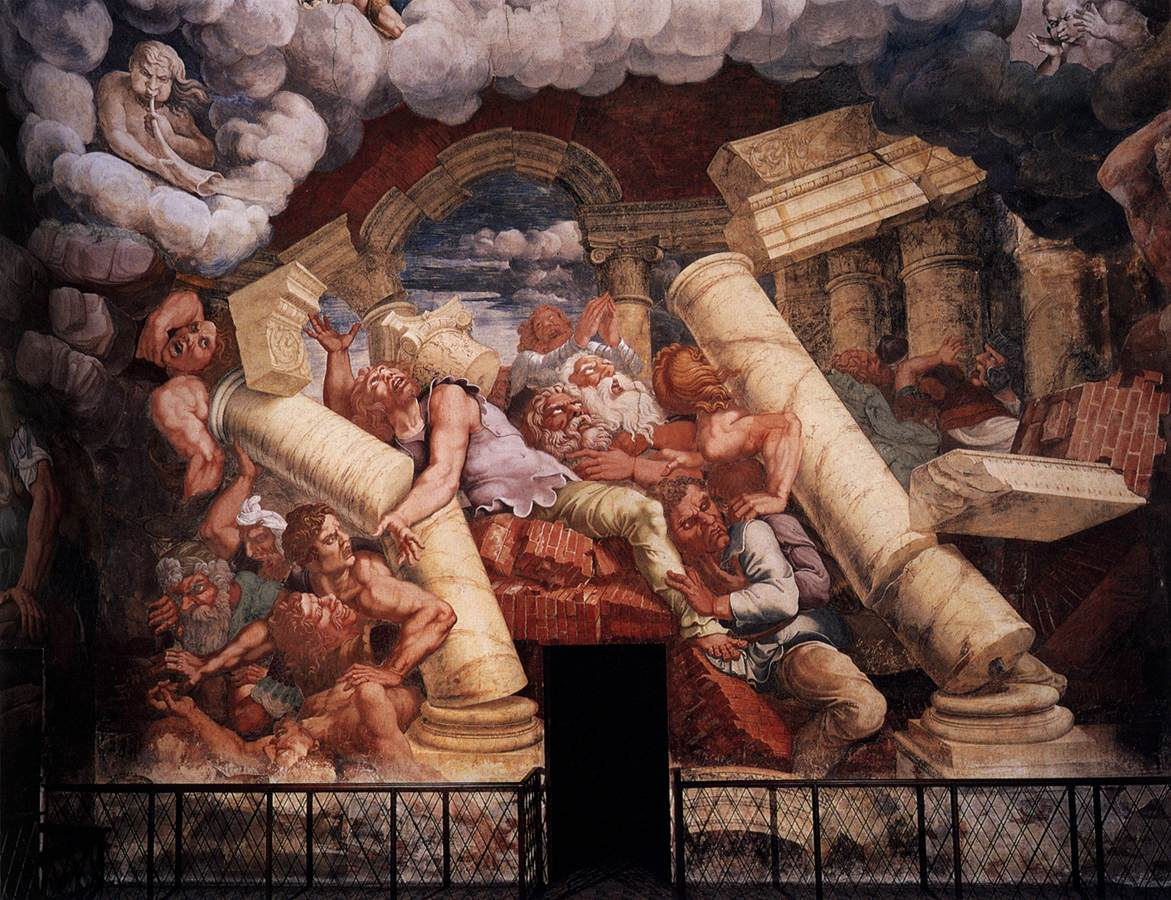
Palacio del Te: Salón de los Gigantes

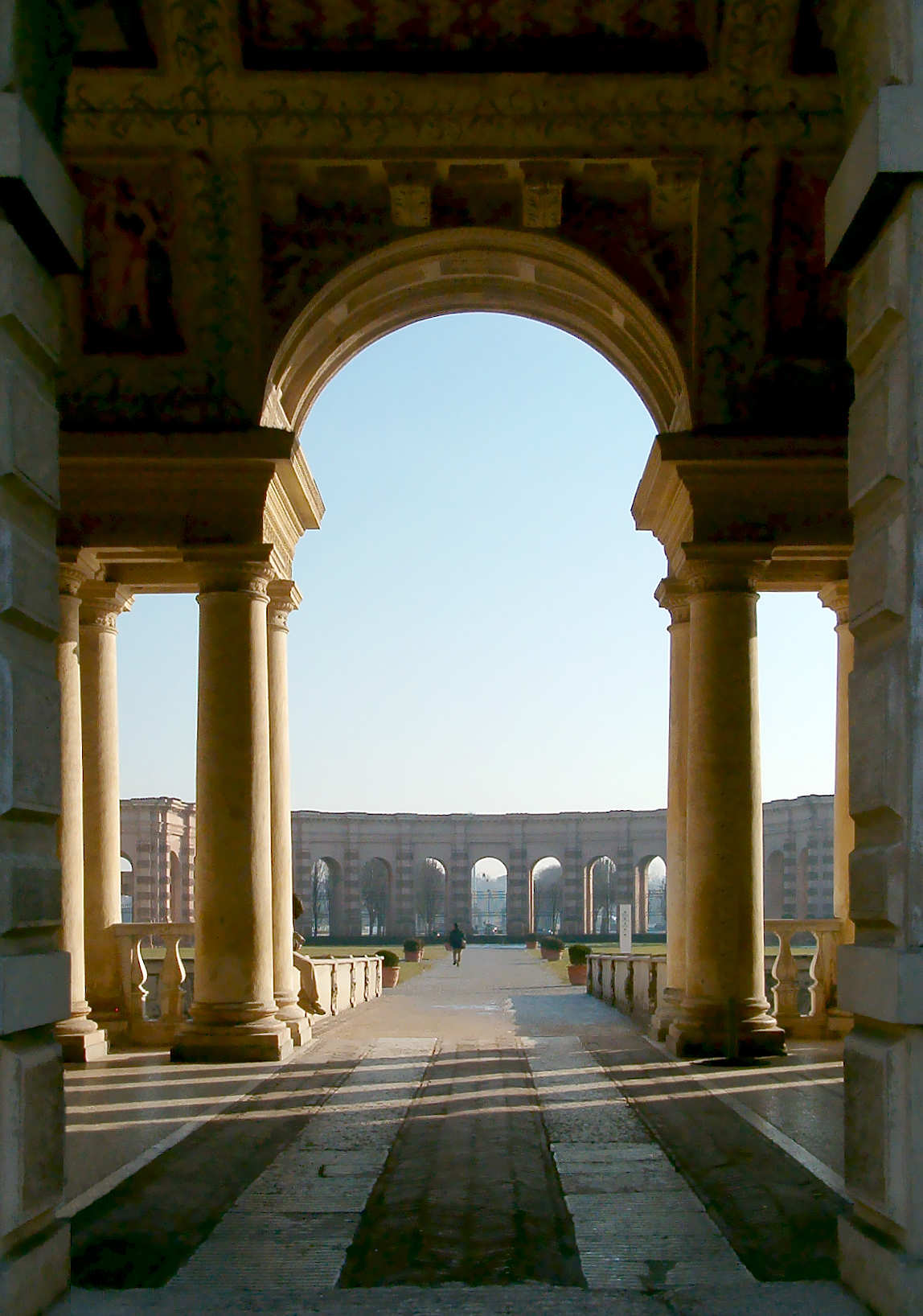
Palacio del Te

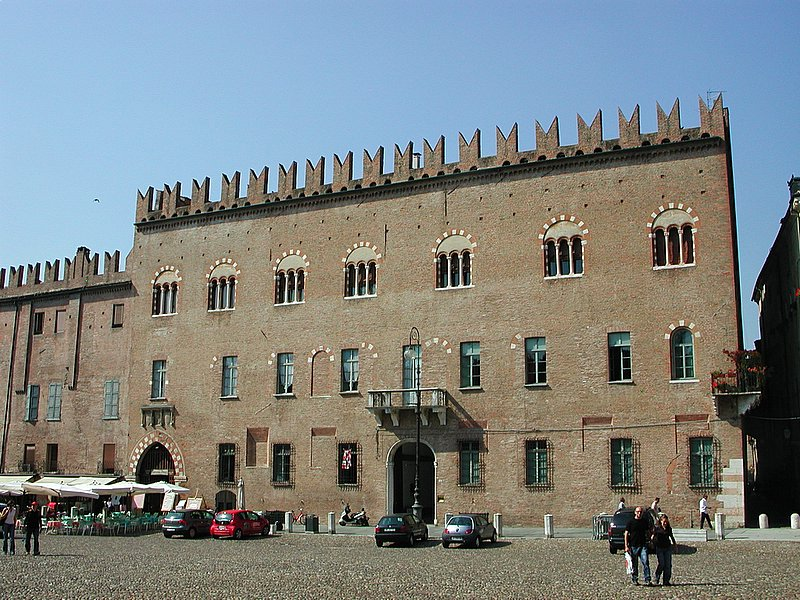
Palacio Bonacolsi

Palacio del TéEs una obra de Giulio Romano quien en 1525  lo diseñó por encargo del marqués Federico II Gonzaga que lo utilizó para su ocio. Hizo residir en él a la  amante "oficial" Isabella Boschetti. Il "Palazzo dei lucidi inganni" se encontraba en el centro de una isla llena de bosques y rodeado por las aguas de un lago, ahora drenado: misterioso, lleno de símbolos y mitos que se destacan en las habitaciones bellamente pintadas al fresco por el propio  Giulio Romano, como la celebérrima Sala dei giganti y la de Amore e Psiche y, por último, la sala dei cavalli que celebra los establos de Gonzaga en su momento famosos en toda Europa.
Palacio della Ragionefue construido cuando era podestà Guido da Correggio (1242), en época comunale, con funciones públicas y para permitir asambleas y reuniones de la ciudad. En la planta baja el edificio albergaba, como ahora, numerosos comercios, mientras que en el gran salón de la planta superior se administraba justicia. En las paredes de esta sala se pueden ver restos de frescos medievales de finales del siglo XII y XIII recientemente restaurados. A esta sala se accede a través de una empinada escalera ubicada debajo de la Torre dell'Orologio erigida en el siglo XV, período al que también se remontan las arcadas que dan a la Piazza Erbe. El Palacio se utiliza ahora como un lugar de exposición que alberga exposiciones de arte organizadas por la Comune di Mantova.

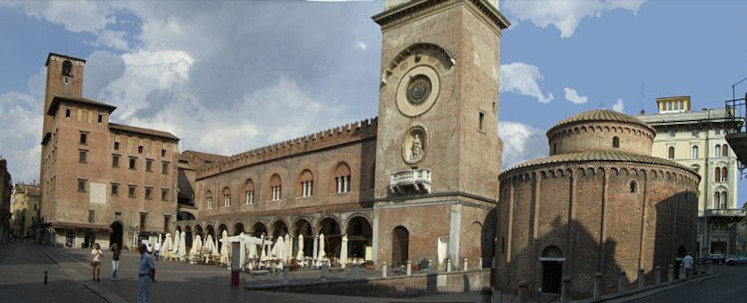
Piazza delle Erbe con Palacio del Podestà, Palazzo della Ragione, Torre dell'Orologio e Rotonda di San Lorenzo

Palacio Bonacolsi (Castiglioni)se encuentra en la Piazza Sordello, fue edificado por Pinamonte Bonacolsi hacia 1272 y readaptada por Luigi Gonzaga después de la conquista del poder en 1328. Fue la antigua residencia de la familia Bonacolsi, que gobernó la ciudad desde 1272 hasta 1328. El palacio es en la actualidad el hogar de la familia de los condes Castiglioni, descendiente de  Baldassarre Castiglione, político y erudito del siglo XVI, autor de El cortesano. En la planta baja, la puerta de entrada original con un gran arco apuntado bicolor decorado con escudos con el escudo de armas de los Bonacolsi.

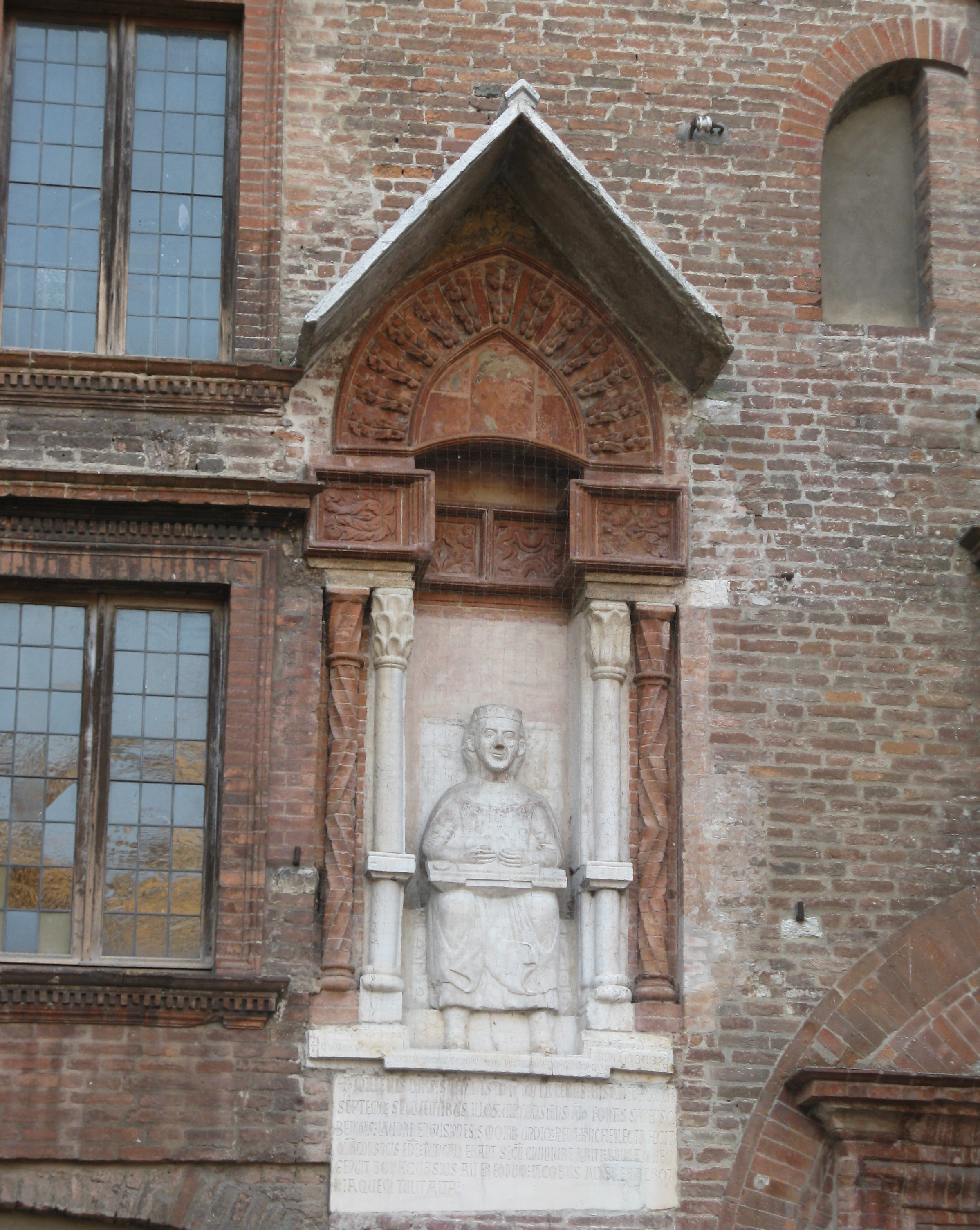
Publio Virgilio Marone, Palacio del Podestà

Palacio del Podestàtambién conocido como "Palazzo del Broletto", fue construido en 1227 por encargo del bresciano Laudarengo Martinengo nombrado podestà de Mantua. A partir de 1462 sufrió una importante reestructuración por parte de Giovanni da Arezzo por encargo de Ludovico III Gonzaga.
Palacio de San Sebastianofue construido entre 1506 y 1508 a instancias del marqués Francesco II que vivió allí y murió allí en 1519. Fue utilizado por los Gonzaga durante treinta años y ya en 1536 abandonado y despojado por los duques posteriores. En el salón principal del palacio se encontraban los nueve lienzos de Mantegna que representaban I Trionfi di Cesare que fueron vendidos a la Corona inglesa y ahora se conservan en Hampton Court. Subì molteplici trasformazioni fino al 1998 quando sono iniziati i restauri. Dal 2005 è adibito a Museo della Città. Sufrió múltiples transformaciones hasta 1998 cuando comenzaron las restauraciones. Desde 2005 se utiliza como Museo de la Ciudad. En las salas que aún conservan vestigios de frescos del pasado glorioso como la Camera del Crogiuolo, la Camera delle Frecce, la Camera del Sole y en la Loggia dei Marmi, se exhiben pinturas, estatuas, bustos, frisos y otros hallazgos arquitectónicos.
Palacio de Arcofue construido en 1784 sobre un palacio preexistente del siglo XV por el arquitecto Antonio Colonna para la familia de origen trentino D'Arco. Caracterizado por la gran fachada neoclásica inspirada en el arte de Palladio, el palazzo es sede museal de los tesoros artísticos que contiene: todavía amueblado con el mobiliario de la familia, alberga importantes colecciones artísticas, incluidas las pinturas del siglo XVIII de Giuseppe Bazzani, una biblioteca de más de seis mil volúmenes y una colección de instrumentos científicos. Nella Sala dello Zodiaco sono visibili affreschi (1520) attribuiti a Giovanni Maria Falconetto. Nel Palazzo vi si celebrò nel 1810 il processo a Andreas Hofer eroe dell'indipendenza tirolese contro la dominazione francese.
Casa del Mantegnaresidencia del pintor Andrea Mantegna, fue construida en un terreno donado por el marqués Ludovico Gonzaga quien lo nombró pintor de la corte en 1457. Se trata de un edificio cuadrado de ladrillo rojo con un patio cilíndrico en el centro abierto a un círculo de cielo, re-propuesto en la famosa Camera degli sposi en el Palacio Ducal.
Casa de RigolettoGiuseppe Verdi puso música a su historia y la gente de Mantua le dio residencia; hacia el final de la Piazza Sordello se encuentra la casa del Rigoletto, el bufón de la corte de Gonzaga. El personaje en realidad tiene poco de mantuano, la ópera homónima de Verdi fue de hecho tomada de una obra de Victor Hugo y adaptada en el territorio de Mantua, transformando al rey de Francia en el duque de Mantua, y cambiando el nombre del protagonista de Triboulet a Rigoletto. La edificación del siglo XV alberga la escultura de Rigoletto, obra de Aldo Falchi, colocada en el pequeño patio interior.

### Arquitectura civil en la provincia de Mantua

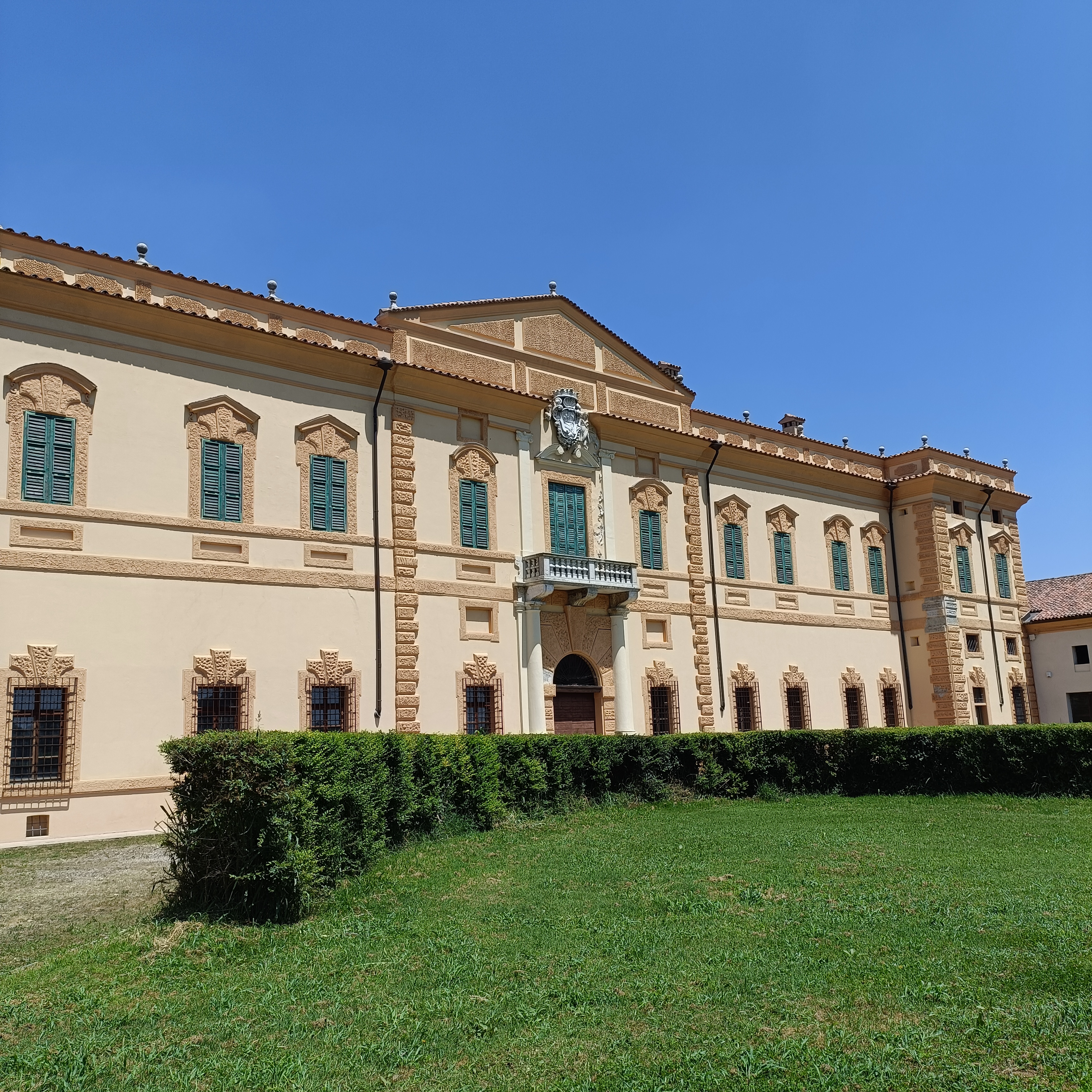
Villa Arrigona

Villa Arrigona es un edificio histórico en San Giacomo delle Segnate, en la provincia de Mantua.
Historia y descripción
Fue construido por encargo del conde Pompeo Arrigoni, de la noble familia Arrigoni, al arquitecto Antonio María Viani, ya al servicio de los Gonzaga de Mantua.
La villa, formada por varios edificios, era una residencia de campo señorial y solía estar habitada estacionalmente. Construida en dos plantas con oratorio del barroco tardío contiguo, parque y terreno de cultivo. La fachada se caracteriza por un tímpano que recuerda al Palacio Te, bajo el cual destaca el gran escudo familiar de piedra.

## Deportes
El club de fútbol local es Mantova 1911, y compite en la Serie C, la tercera división del fútbol italiano, pero a partir de la temporada 2024-25 participará en la Serie B tras haber ascendido. Sus partidos de local los juega en el Estadio Danilo Martelli cuyo aforo es de 7.367 espectadores.

## Evolución demográfica
| Gráfica de evolución demográfica de Mantua entre 1861 y 2001 |
|                                                              |
| Fuente ISTAT - elaboración gráfica de Wikipedia              |

## Ciudades hermanadas
- Nevers (Francia, desde 1959)
- Charleville-Mézières (Francia, desde 1959)
- Pushkin (Rusia, desde 1993)
- Weingarten (Alemania, desde 1998)
- Madison (Estados Unidos, desde 2001)
- Omihachiman (Japón, desde 2005)
- Oradea (Rumania, desde 2005)
- Vitória (Brasil)
- Casale Monferrato (Italia, desde 2010)
- Giulianova (Italia, desde 2012)
- Melilla (España, desde 2013)